# Evangelische Superintendentur A. B. Wien
Die Evangelische Superintendentur A. B. Wien ist eine Diözese der Evangelischen Kirche A. B. in Österreich.

## Organisation
Der Sitz der Superintendentur ist im 5. Wiener Gemeindebezirk Margareten. Sie umfasst 22 Pfarrgemeinden in Wien und Niederösterreich mit rund 60.000 Mitgliedern. Die älteste ist die 1782 gegründete Pfarrgemeinde Wien-Innere Stadt. Die Leitung der Superintendenz obliegt dem Superintendentialausschuss unter Vorsitz des Superintendenten.

## Superintendenten

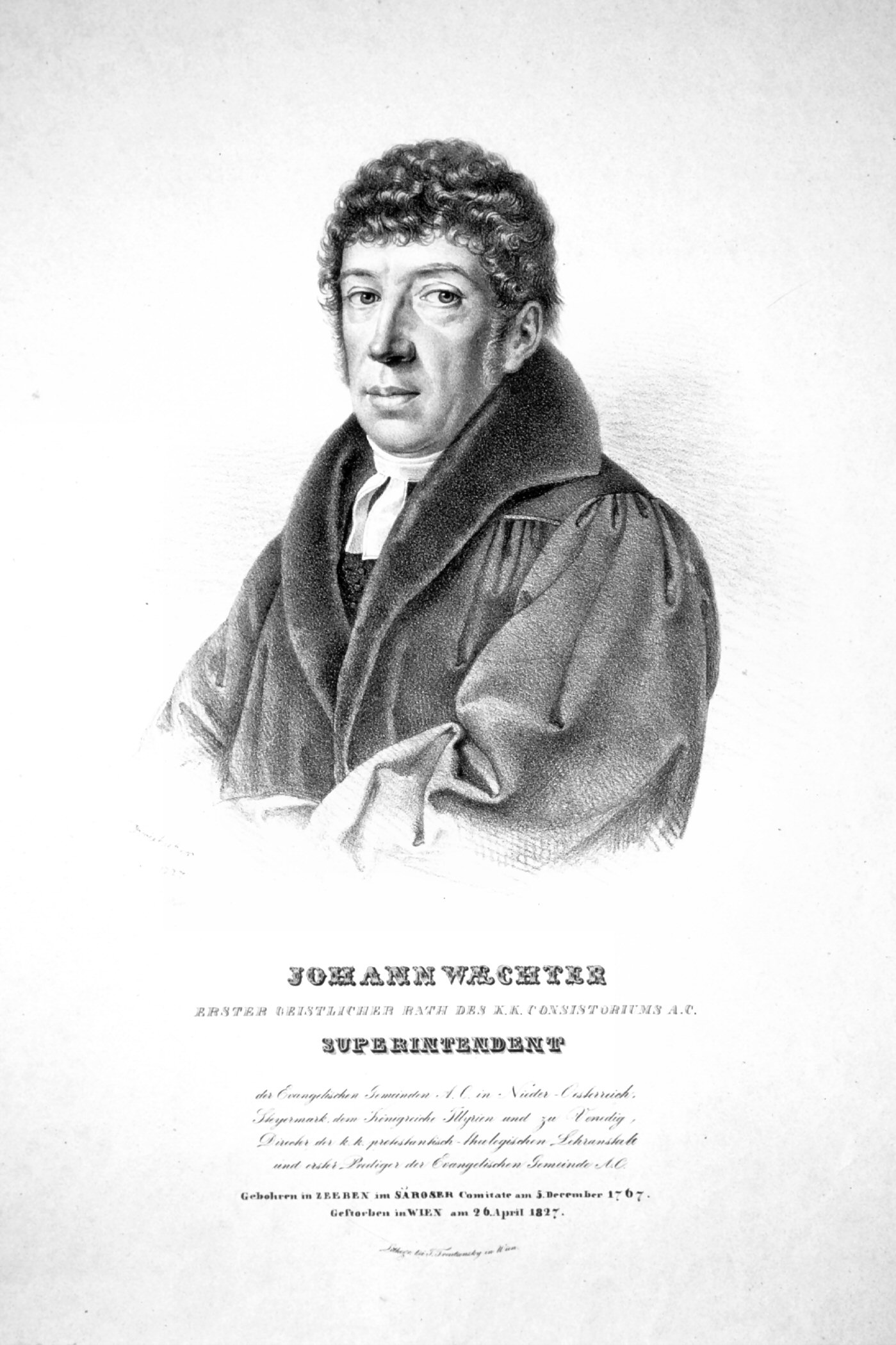
Superintendent Johann Wächter. Lithografie von Josef Kriehuber (1827).

| Name                      | Amtszeit        |
| ------------------------- | --------------- |
| Johann Georg Fock         | 1783–1796       |
| Johann Joachim Susemihl   | 1796–1797       |
| Johann Samuel Kaltenstein | 1797–1805       |
| Johann Wächter            | 1806–1827       |
| Christian Heyser          | 1834–1839       |
| Ernst Pauer               | 1845–1861       |
| Andreas von Gunesch       | 1862–1875       |
| Karl Bauer                | 1877–1895       |
| Josef Winkler             | 1895–1903       |
| Carl Lichtenstettiner     | 1905–1928       |
| Johannes Heinzelmann      | 1928–1945       |
| Georg Traar               | 1947–1972       |
| Erich Wilhelm             | 1972–1982       |
| Werner Horn               | 1982–2003       |
| Hansjörg Lein             | 2004–30.11.2018 |
| Matthias Geist            | 1.12.2018–      |

## Gemeinden
| \| Lutherische Stadtkirche \| |
| Lutherische Stadtkirche       |

| Lutherische Stadtkirche |

| \| Verklärungskirche \| |
| Verklärungskirche       |

| Verklärungskirche |

| \| Evangelische Pauluskirche \| |
| Evangelische Pauluskirche       |

| Evangelische Pauluskirche |

| \| Gustav-Adolf-Kirche \| |
| Gustav-Adolf-Kirche       |

| Gustav-Adolf-Kirche |

| \| Auferstehungskirche \| |
| Auferstehungskirche       |

| Auferstehungskirche |

| \| Messiaskapelle \| |
| Messiaskapelle       |

| Messiaskapelle |

| \| Christuskirche \| |
| Christuskirche       |

| Christuskirche |

| \| Gnadenkirche \| |
| Gnadenkirche       |

| Gnadenkirche |

| \| Thomaskirche \| |
| Thomaskirche       |

| Thomaskirche |

| \| Glaubenskirche \| |
| Glaubenskirche       |

| Glaubenskirche |

| \| Kirche am Wege \| |
| Kirche am Wege       |

| Kirche am Wege |

| \| Evangelische Friedenskirche \| |
| Evangelische Friedenskirche       |

| Evangelische Friedenskirche |

| \| Kreuzkirche \| |
| Kreuzkirche       |

| Kreuzkirche |

| \| Trinitatiskirche \| |
| Trinitatiskirche       |

| Trinitatiskirche |

| \| Markuskirche \| |
| Markuskirche       |

| Markuskirche |

| \| Lutherkirche \| |
| Lutherkirche       |

| Lutherkirche |

| \| Weinbergkirche \| |
| Weinbergkirche       |

| Weinbergkirche |

| \| Evangelische Pfarrkirche Floridsdorf \| |
| Evangelische Pfarrkirche Floridsdorf       |

| Evangelische Pfarrkirche Floridsdorf |

| \| Erlöserkirche \| |
| Erlöserkirche       |

| Erlöserkirche |

| \| Bekenntniskirche \| |
| Bekenntniskirche       |

| Bekenntniskirche |

| \| Johanneskirche \| |
| Johanneskirche       |

| Johanneskirche |